# Xylocopa smithii
Xylocopa smithii är en biart som beskrevs av Conrad Ritsema 1876. Xylocopa smithii ingår i släktet snickarbin, och familjen långtungebin. Inga underarter finns listade i Catalogue of Life.